# 索比永
索比永（法語：Saubion，法語發音：[sobjɔ̃]）是法国朗德省的一个市镇，属于达克斯区。

## 地理
索比永（43°40'18"N, 1°20'54"W）面积7.8 平方千米，位于法国新阿基坦大区朗德省，该省份为法国西南部沿海省份，是法國本土面积第二大的省，北起吉倫特省，西临大西洋，南至大西洋比利牛斯省，东临热尔省，东北与洛特-加龍省接壤。
与索比永接壤的市镇（或旧市镇、城区）包括：昂格雷斯、圣樊尚德蒂罗斯、塞尼奥斯、托斯。

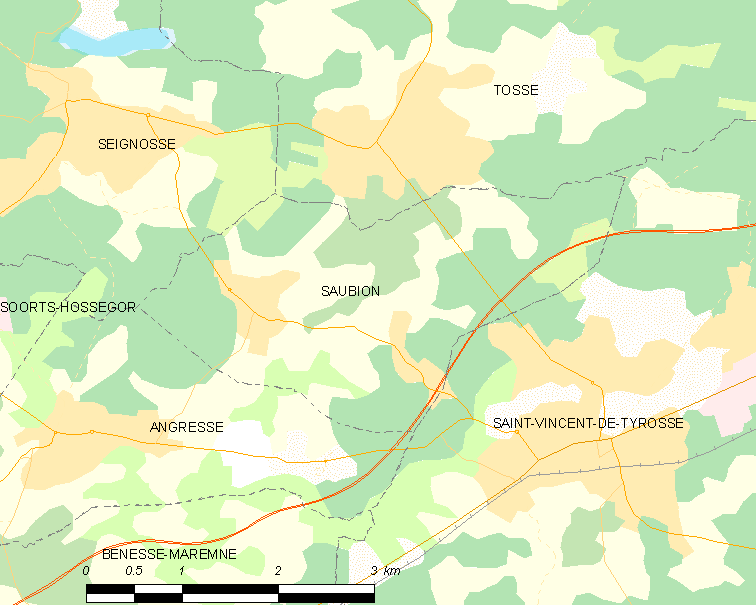
索比永的OSM定位图

索比永的时区为UTC+01:00、UTC+02:00（夏令时）。

## 行政
索比永的邮政编码为40230，INSEE市镇编码为40291。

## 政治
索比永所属的省级选区为蒂罗斯地区县。

## 人口

1962-2008年间索比永人口变化图示

索比永于2022年1月1日时的人口数量为1806人。